# رافاييل بيريز بيري
رافاييل بيريز بيري (بالإنجليزية: Rafael Pérez Perry)‏ هو شخصية أعمال أمريكي، ولد في 24 أكتوبر 1911 في ويامة ‏ في الولايات المتحدة، وتوفي في 10 مايو 1978 في Aguas Buenas, Puerto Rico ‏ في الولايات المتحدة.